# Radara infundens
Radara infundens är en fjärilsart som beskrevs av Walker 1864. Radara infundens ingår i släktet Radara och familjen nattflyn. Inga underarter finns listade.